# Luis Morán Sánchez
Luis Morán Sánchez (Luanco, 26 de juliol de 1987) és un futbolista asturià, que ocupa la posició de migcampista.
Després de passar pel Marino de Luanco i per les categories inferiors de l'Sporting de Gijón, debuta amb el primer equip a la campanya 06/07, a Segona Divisió. Consolidat a l'equip sportinguista, el 2008 puja a la màxima categoria, en la disputa 28 partits i 4 gols, un d'ells, davant del Recreativo de Huelva, clau per a la permanència dels asturians a primera divisió.
El 31 d'agost de 2012 es va desvincular del club asturià.